# Crescent Lake

Crescent Lake est le nom d'un des lacs du complexe de Walt Disney World Resort en Floride. Son nom qui est assez courant aux États-Unis provient de sa forme « en croissant ».
Ce lac se trouve entre les parcs d'Epcot et Disney-MGM Studios. C'est un lac artificiel creusé dans les marais de Floride à la fin des années 1980 et agrandi en 1995. Il occupe une superficie de plus de 10 ha.
Au nord du lac se trouve le complexe hôtelier Disney's Yacht & Beach Club Resort de type Nouvelle-Angleterre dans les années 1890 aux couleurs bleu pastel. Il se découpe en deux parties, l'une avec une marina et l'autre avec une plage.
Au sud le complexe hôtelier et de divertissements Disney's BoardWalk reproduit un fronton (lui aussi) de la Nouvelle-Angleterre mais dans les années 1920.
À l'est une courte rivière rejoint le World Showcase Lagoon du parc Epcot. Un chemin pédestre longe la rivière et permet d'entrée dans le parc par le pavillon International Gateway.
À l'ouest une autre rivière rejoint l'esplanade d'entrée du parc Disney-MGM Studios. 
Juste à l'embouchure de cette rivière un autre lagon se forme entre le Walt Disney World Dolphin et le Walt Disney World Swan. La rivière longe le Disney's BoardWalk Resort.